# Батанґафо
Батанґафо (фр. Batangafo) — місто в Центральноафриканській республіці, у префектурі Уам. Населення — 16 420 осіб (за переписом 2003 року).

## Географія

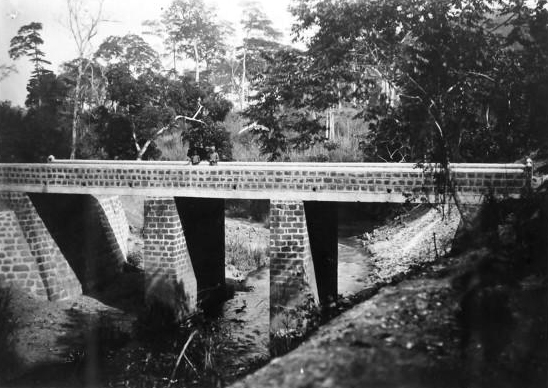
Шлях з Батанґафо до Банґі (1924)

Батангафо знаходиться в західно-центральній частині Центральноафриканської Республіки, недалеко від кордону з Чадом, приблизно за 500 км на північ від столиці Банґі.

## Транспорт
В місті є аеропорт.